# Friedrich Eibner

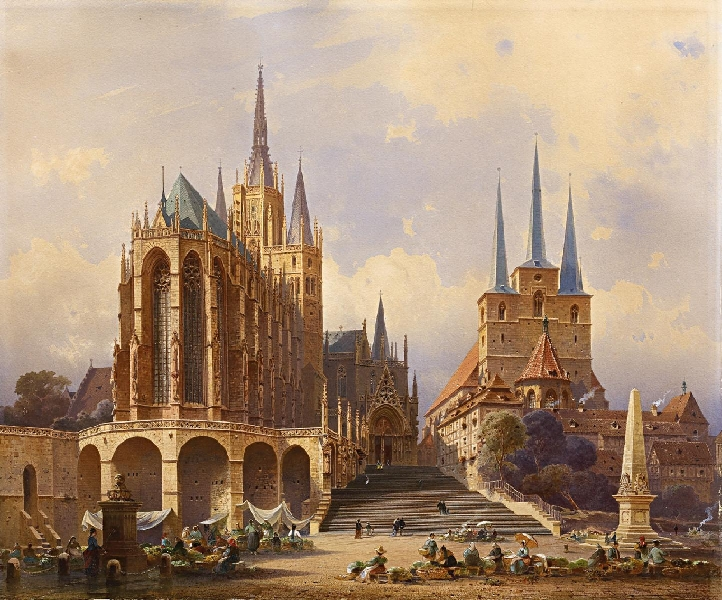
Friedrich Eibner: Der Erfurter Domplatz mit Severikirche

Friedrich Eibner (* 25. Februar 1825 in Hilpoltstein; † 18. November 1877 in München) war ein deutscher Architekturmaler.

## Leben und Wirken
Friedrich Eibner war anfangs Autodidakt. Seit 1842 wurde er in München privater Schüler von Gustav Kraus und Heinrich Schönfeld. Eibner zeigte sein erstes Werk, die Ansicht des alten Münchener Rathauses 1847 im Münchner Kunstverein. Er schuf weitere Städteansichten aus Bayerns Städten, dann aus Frankreich sowie 1853 und 1856 aus Oberitalien.
Die Jahre 1860 und 1861 verbrachte er im Gefolge des russischen Großfürsten Alexander Mestschersky in Spanien. 35 Blätter von den dort entstandenen 65 Aquarellen erschienen im Farbendruck im Berliner Verlag L. Sachse & Co.
König Friedrich Wilhelm IV. erwarb eine Sammlung seiner Aquarellen aus Deutschland und Frankreich. Im Auftrag des Königs Ludwig II. von Bayern schuf Eibner ein großformatiges Bild des Innenraumes der Münchener Frauenkirche.

## Grabstätte

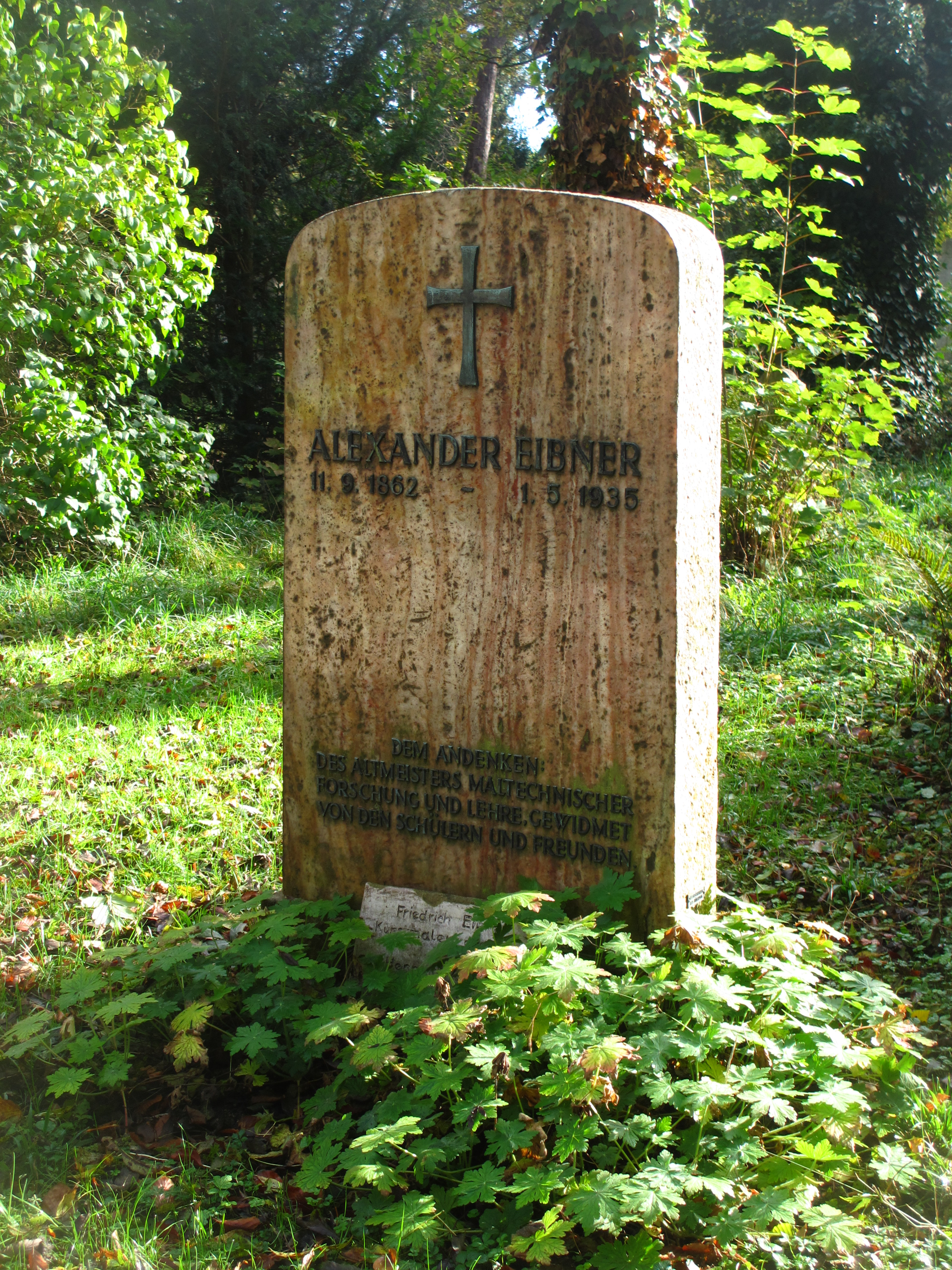
Grab Friedrich Eibners auf dem Alten Südlichen Friedhof in München

Die Grabstätte von Friedrich Eibner befindet sich auf dem Alten Südlichen Friedhof in München (Gräberfeld 41 – Reihe 13 – Platz 24) Standort. In dem Grab liegt auch sein Sohn, der Chemiker und Malereitechniker Alexander Eibner (1862–1935).